# David Brookman
Pour les articles homonymes, voir Brookman.
David Keith Brookman, baron Brookman, né le 3 janvier 1937 et mort le 22 janvier 2025, est un sidérurgiste et syndicaliste britannique.

## Biographie
Fils de George Henry Brookman et de Blodwin Nash, il fait ses études à la Nantyglo Grammar School dans le Monmouthshire. Brookman travaille comme sidérurgiste pour Richard Thomas et Baldwins à Ebbw Vale de 1953 à 1955, date à laquelle il commence son service dans la Royal Air Force. En 1957, il reprend son travail et y reste jusqu'en 1973. Pour la Confédération des métiers du fer et de l'acier, il est organisateur divisionnaire de 1973 à 1985, secrétaire général adjoint de 1985 à 1993 et finalement secrétaire général de 1993 à 1999. Depuis 1993, il est membre du conseil d'administration de British Steel plc et de UK Steel Enterprise.
De 1976 à 1982, Brookman est membre du Comité consultatif pédagogique du TUC pour le Pays de Galles et de 1992 à 1999, du Congrès des syndicats. Il est également membre du Comité européen du charbon et de l'acier de 1992 à 2002 et de la Fédération internationale des métallurgistes. Entre 1992 et 1999, il est également président du département Fer et acier non ferreux. Brookman est membre du Joint Industrial Council for Slag Industry et du British Steel Joint Accident Prevention Advisory Committee de 1985 à 1993. Il est également membre du British Steel Advisory Committee on Education and Training de 1986 à 1993, et du conseil exécutif de la Fédération européenne des métallurgistes de 1985 à 1995. Depuis 1991, il est membre du Comité national de coordination de l'acier du syndicat et depuis 1993, son président. Entre 1993 et 2002, il est membre du Comité consultatif de la Communauté européenne du charbon et de l'acier, de 1993 à 1998, co-secrétaire du British Steel Strip Trade Board et du British Steel Joint Standing Committee, ainsi que co-secrétaire du British Steel European Comité d'entreprise entre 1996 et 1999.
Brookman est gouverneur du Gwent College of Higher Education de 1980 à 1984 et administrateur du Julian Melchett Trust de 1985 à 1995. Depuis 2001, il est président du Welsh Trust for Prevention of Abuse.
Le 30 juillet 1998, il est créé pair à vie avec le titre de baron Brookman, d'Ebbw Vale dans le comté de Gwent et siège avec les travaillistes. Il prend sa retraite de la Chambre des lords en avril 2020.
Depuis 1958, il est marié à Patricia Worthington, fille de Lawrence Worthington. Ils ont trois filles.